# Adam Sollazzo
Adam Michael Sollazzo (Tampa, Florida; 24 de abril de 1990) es un jugador de baloncesto estadounidense con nacionalidad italiana que actualmente pertenece a la plantilla del San Sebastián Gipuzkoa Basket Club de la Liga LEB Oro. Con 1,98 metros de altura juega en la posición de escolta.

## Trayectoria Deportiva
Sollazzo pasó sus años universitarios jugando en el equipo ETSU Buccaneers, además el escolta llegó a hacer algunas pruebas con los New York Knicks y los Atlanta Hawks. Tras no ser drafteado en 2012, debutó como profesional en las filas del BC Timișoara rumano.
Más tarde, llegaría a Italia donde jugaría en las filas de Basket Lipsia, Basket Ravenna, Pallacanestro Chieti, Unione Sportiva Basket Recanati, Blu Basket 1971. Además, tendría un paso fugaz por la liga de Argentina donde jugaría 7 partidos con la Asociación Deportiva Atenas en 2016.
La temporada 2017-18 defendió los colores del equipo italiano Agribertocchi, en que promedió 17,2 puntos por encuentro.
La temporada 2018-19 militó en el equipo francés C' Chartres Basket Masculin en la categoría Pro B donde promedió 9,1 puntos, 27 rebotes y 3,2 asistencias.
En julio de 2019, se compromete con el Delteco GBC tras su descenso a la liga LEB Oro. En el conjunto vasco obtiene unas medias de 10,2 puntos y 3,3 rebotes en 24 minutos de media sobre el parqué, logrando la Copa Princesa y el ascenso a Liga Endesa.
En agosto de 2020, firma con el Club Baloncesto Breogán de la LEB Oro, la segunda división española. Después de un año y medio con el club -que incluyó la conquista de Liga LEB Oro 2020-21 junto a la Copa Princesa de Asturias-, el estadounidense retornó al Blu Basket 1971 en enero de 2022.
El 13 de junio de 2022, regresa a España para jugar en el San Sebastián Gipuzkoa Basket Club de la Liga LEB Oro.